# Calathea widgrenii
Calathea widgrenii är en strimbladsväxtart som beskrevs av Friedrich August Körnicke. Calathea widgrenii ingår i släktet Calathea och familjen strimbladsväxter. Inga underarter finns listade.